# 陳楨
陳楨（1894年3月14日—1957年11月15日），字席山，中年後改字協三，中國動物學家、遺傳學家、教育家。中国动物遗传学研究的先驱和奠基人之一， 中华人民共和国成立之初中国科学院动物研究所的主要筹备人及首任所长。
出生於江蘇邗江，改籍江西鉛山，1918年畢業於金陵大學，獲得農學士學位，隨後留校擔任育種學助教，1919年考取清華學校公費赴美留學，先在康乃爾大學農學系進修，1920年轉入哥倫比亞大學動物學系學習，1921年獲得碩士學位後，跟隨著名遺傳學家摩爾根作研究。

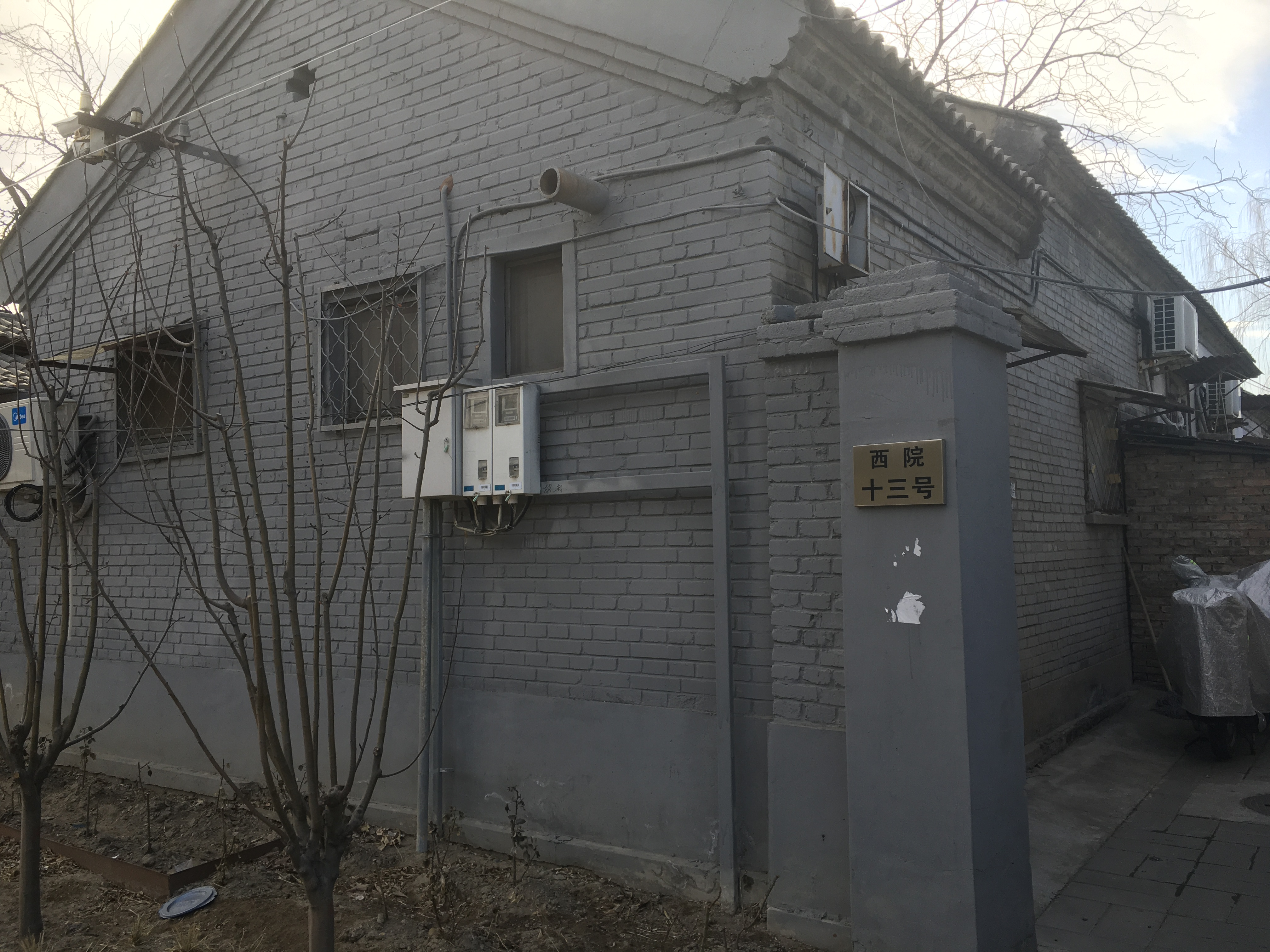
陳楨故居（清華大學西院13號）

1922年陳楨回國，任國立東南大學（1928年改名國立中央大學，1949年改名南京大學）生物系教授，1926年起，任清華大學生物系教授兼系主任，1927年任北京師範大學生物系教授，1928年任中央大學教授。1929年至1937年擔任清華大學生物系教授兼系主任，1938年至1946年擔任西南聯合大學教授，1946年起復任清華大學生物系教授兼系主任，其間曾於1947年兼任聯合國教育科學文化組織中國委員會第一屆委員。1948年，當選為中央研究院第一屆院士。
1949年中華人民共和國成立後，他續任於清華大學生物系。1952年清華大學生物系併入北京大學，他擔任合併後的北京大學生物系教授，並兼任中國科學院動物標本工作委員會主任委員。1953年起擔任中國科學院動物研究室主任，1955年獲選為中國科學院院士（學部委員），1957年動物研究室改制為動物研究所，由他擔任所長。同年11月病逝於北京。 
他長期投入於金魚遺傳與變異、動物行為學、生物學史等研究工作，是中國較早的現代生物學者及教育家，也是中國動物遺傳學的創始人。